# فارلی (آیووا)
فارلی (به انگلیسی: Farley) شهری در ایالت آیووا کشور ایالات متحده آمریکا است که جمعیت آن در سرشماری سال ۲۰۱۰ میلادی، ۱٬۵۳۷ نفر بوده‌است.